# سبن
سبن (به ترکی استانبولی: Seben) یک منطقهٔ مسکونی و شهرستانی در ترکیه است که در استان بولی واقع شده‌است.